# Bad Meets Evil
Bad Meets Evil — американський Хіп-хоп дует з Детройта, штат Мічиган, в який входять Eminem і Royce da 5'9". Здобув популярність після випуску дебютного альбому Eminem'а, The Slim Shady LP, в який увійшов спільний трек групи під назвою «Bad Meets Evil».
Дует записав безліч пісень, які були дуже добре прийняті слухачами, це такі популярні пісні, як «Renegade», яка пізніше увійде в альбом Jay-Z, The Blueprint, також трек увійшов до збірки хітів Eminem'а - Curtain Call: The Hits. У версії на «The Blueprint» замість Royce da 5'9" був поставлений Jay-Z.
У 2000 році група розпалася, після цього Royce da 5'9" посварився з членами D12, Eminem'ом і Dr. Dre, і через багато років учасники примирилися і група знову возз'єдналася, записавши EP під назвою, Hell: The Sequel, реліз якого відбувся 14 червня 2011 року і альбом одразу зайняв перше місце в загальнонаціональному хіт-параді альбомів США Billboard 200. На даний момент продано 341,000 копій.

## Дискографія

### Міні-альбоми
| Назва            | Інформація про EP                                                       | Позиції у чартах | Позиції у чартах | Позиції у чартах | Позиції у чартах | Позиції у чартах | Позиції у чартах | Позиції у чартах | Позиції у чартах | Продажі                 |
| Назва            | Інформація про EP                                                       | US               | US R&B           | US Rap           | AUS              | CAN              | NZ               | SWI              | UK               | Продажі                 |
| ---------------- | ----------------------------------------------------------------------- | ---------------- | ---------------- | ---------------- | ---------------- | ---------------- | ---------------- | ---------------- | ---------------- | ----------------------- |
| Hell: The Sequel | - Released: 14 червня 2011 - Label: Shady, Interscope - Formats: CD, MD | 1                | 1                | 1                | 3                | 1                | 14               | 5                | 7                | US: 500,000 CAN: 72,000 |

## Сингли
| Сингли | Сингли                            | Сингли           |
| Рік    | Назва                             | Альбом           |
| ------ | --------------------------------- | ---------------- |
| 1999   | "Nuttin' to Do / Scary Movies"    | Окремий сингл    |
| 2011   | "Fast Lane"                       | Hell: The Sequel |
| 2011   | "Lighters"( за участі Bruno Mars) | Hell: The Sequel |

## Музичне відео
| Назва       | Рік  | Режисер(и)   |
| ----------- | ---- | ------------ |
| «Fast Lane» | 2011 | James Larese |
| «Lighters»  | 2011 | Rich Lee     |

## Поява в інших композиціях
| Пісня            | Альбом             | Виконавець(і)  | Разом із       | Продюсер(и)            | Рік  |
| ---------------- | ------------------ | -------------- | -------------- | ---------------------- | ---- |
| «Bad Meets Evil» | The Slim Shady LP  | Eminem         |                | Bass Brothers & Eminem | 1999 |
| «What the Beat»  | The Professional 2 | DJ Clue        | Method Man     | DJ Clue & Duro         | 2001 |
| «Renegade»       |                    | Bad Meets Evil |                | Eminem                 | 2001 |
| «Rock City»      | Rock City          | Royce da 5'9"  |                | Red Spyda              | 2002 |
| «She’s the One»  |                    | Bad Meets Evil |                | The Neptunes           |      |
| «Session One»    | Recovery           | Eminem         | Slaughterhouse | Just Blaze             | 2010 |
| «Living Proof»   |                    | Bad Meets Evil |                | Mr. Porter             | 2010 |
| «Echo»           |                    | Bad Meets Evil | Liz Rodrigues  | DJ Khalil              |      |